# Ángel Albino Corzo (Copainalá)
Ángel Albino Corzo es una localidad del estado mexicano de Chiapas. Es parte del municipio de Copainalá.

## Toponimia
El nombre de la localidad rinde homenaje a Ángel Albino Corzo, gobernador de Chiapas en diversos periodos del siglo XIX.

## Demografía
| Gráfica de evolución demográfica |
|                                  |

| Censo | Población |
| ----- | --------- |
| 1900  | 292       |
| 1910  | 491       |
| 1921  | 179       |
| 1930  | 242       |
| 1940  | 336       |
| 1950  | 523       |
| 1960  | 568       |
| 1970  | 863       |
| 1980  | 818       |
| 1990  | 1 244     |
| 2000  | 1 137     |
| 2010  | 1 469     |
| 2020  | 1 401     |